# Robert de Beaumont, IV conte di Leicester
Robert de Beaumont (... – 21 ottobre 1204) è stato un nobile inglese, quarto e ultimo conte di Leicester della famiglia Beaumont.

## Biografia
Era figlio di Robert de Beaumont, III conte di Leicester e di Petronilla de Grandmesnil.
Accompagnò da giovane Riccardo I d'Inghilterra nella terza crociata; nel 1191, mentre l'esercito inglese si trovava a Messina, ricevette l'investitura di conte di Leicester.
Le proprietà di Robert includevano vasti territori in Normandia e castelli a Pacy, Pont-Saint-Pierre e Grandmesnil. Rober era anche signore di Breteuil, ma il castello di famiglia venne smantellato dopo la Rivolta del 1173-1174.
Dopo il ritorno dalla crociata, si occupò di difendere le proprietà normanne dagli attacchi francesi. Dopo aver difeso Rouen dall'avanzata di Filippo II di Francia, si occupò di riprendere il suo castello di Pacy. Venne però catturato dai francesi e rimase in prigionia per tre anni. Più tardi re Giovanni avrebbe concesso la nuova fortezza e la signoria di Radepont a Robert.
Qualche tempo dopo il suo rilascio nel 1196 venne celebrato il matrimonio con Loretta de Braose, figlia di Guglielmo de Braose, IV signore di Bramber. Dall'unione non nacquero figli e alla morte di Robert nel 1204 la linea maschile dei Beaumont si estinse.
Nell'anno della sua morte la Normandia fu persa in favore della Francia; Robert tentò di arrivare ad un accordo indipendente con il re Filippo di Francia per tenere le terre in Normandia come feudi del re di Francia e le terre inglesi come feudi del re inglese ma morì prima di concludere le trattative.
Dopo la sua morte, i possedimenti inglesi vennero divisi tra gli eredi delle sue sorelle. La sorella maggiore, Amicia, aveva sposato il barone francese Simon de Montfort, e loro figlio Simon ereditò metà delle proprietà assumendo il titolo di conte di Leicester. La sorella minore, Margaret, aveva invece sposato Saer de Quincy, ed ereditò l'altra metà. Tre anni dopo Saer venne creato conte di Winchester.